# Monte Gorecki
Il Monte Gorecki (in lingua inglese: Mount Gorecki) è una montagna antartica, alta 1.110 m, situata all'estremità sudorientale delle Schmidt Hills, una delle due porzioni che costituiscono il Neptune Range, nei Monti Pensacola in Antartide. 
La catena montuosa è stata scoperta e fotografata il 13 gennaio 1956 nel corso di un volo transcontinentale nonstop dai membri dell'Operazione Deep Freeze I  della U.S. Navy in volo dal Canale McMurdo al Mar di Weddel e ritorno. L'intera catena dei Monti Pensacola è stata mappata dettagliatamente nel 1967-68 dall'United States Geological Survey (USGS) sulla base di rilevazioni e foto aeree scattate dalla U.S. Navy nel periodo 1956-67 utilizzando anche le tecniche di aerofotogrammetria con l'uso di tre fotocamere aviotrasportate.
La denominazione è stata assegnata dall'Advisory Committee on Antarctic Names (US-ACAN) in onore del tecnico elettronico Francis Gorecki, operatore radio a bordo del Lockheed P2V Neptune, l'aereo utilizzato per il volo transcontinentale del 1956.